# Tremulous
Tremulous ist ein freies Computerspiel, das Elemente eines 3D-Shooters mit denen eines Strategiespiels verbindet. Das Spiel basiert auf der im Quelltext verfügbaren Quake-3-Engine und ist unter der GNU General Public License lizenziert.

## Spielprinzip
Ziel des Spiels ist es, das gegnerische Team vollständig auszulöschen. Das kann nur dadurch erreicht werden, dass dem Gegner jegliche Möglichkeit genommen wird, zu spawnen. Sind alle gegnerischen Spawnpunkte zerstört und alle verbliebenen Gegner vernichtet, gewinnt das Team.
Der Spieler kann zwischen zwei Rassen auswählen: Aliens und Menschen. Spieler beider Teams können insgesamt 16 verschiedene Gebäude errichten. Die Konstrukteure des Teams haben dafür Sorge zu tragen, dass dem Team die Möglichkeit zum respawnen bleibt und die Basis optimal verteidigt werden kann.
Für jeden Frag erhält der Spieler als Mensch Credits, um sich, abhängig vom erreichten Stadium, an der Armory (Waffenkammer) mit besserer Ausrüstung zu versorgen. Menschen können im Gegensatz zu Aliens ihre Ausrüstung frei zusammenstellen. Als Alien erhält der Spieler Evolutionspunkte (Evolution Points, Evos) und kann zu einer höheren und damit gefährlicheren Lebensform mutieren. Einige davon sind beispielsweise in der Lage, an Wänden und Decken zu laufen, zu schießen oder weit zu springen.
Das Voranschreiten zum nächsten Stadium bezeichnet man bei den Menschen als technologischen Fortschritt und bei den Aliens als evolutionäre Entwicklung. Das Spiel beginnt sowohl für Menschen als auch für Aliens im Stadium 1 des Fortschritts bzw. der Entwicklung. Um das nächste Stadium zu erreichen, muss ein Team das Vierfache der Anzahl der Spieler im Team an Frags erzielen. Wenn ein Team aus 6 Spielern besteht, so muss es 4 * 6 = 24 Kills erzielen, um das nächste Stadium zu erreichen. Es gibt insgesamt 3 Stadien.

## Modifikationen
Im Laufe der Zeit wurden viele Mods des Spiels entwickelt. Diese Modifikationen machen das Spiel abwechslungsreicher und versuchen Gleichgewicht zwischen den Teams der Humans und Aliens herzustellen.

## Rezeption
Tremulous sei eines der ambitioniertesten freien Spiele seiner Zeit. Die Balance zwischen den Spezies sei ausgewogen.

### Auszeichnungen
- 2006: Player's Choice Mod DB Standalone Game of the Year[3]